# Hadendoa
Hadendoa (ou Hadendowa) est le nom d'un groupie nomade du peuple Bedja, connu pour son soutien à la rébellion de Mahdiyyah dans les années 1880 à 1890. La zone historiquement habitée par les Hadendoa se situe aujourd'hui dans certaines parties du Soudan, de l'Égypte et de l'Érythrée.

## Étymologie
Selon Roper, le nom Haɖanɖiwa est composé de haɖa (lion) et (n)ɖiwa (clan). D'autres variantes sont Haɖai ɖiwa, Hanɖiwa et Haɖaatʼar (enfants de lionne).

## Langues
La langue des Hadendoa est un dialecte du Bedawi.

## Historique

Homme du groupe Hadendowa, au Soudan en 1913.

Les Bedja du sud font partie du royaume chrétien d'Aksoum du VIe au XIVe siècle. Au XVe siècle, Axoum tombe sous l'influence de l'islamisation de la région soudanaise (en) et, bien que les Bedja ne se soient jamais entièrement soumis, ils sont tout convertis à l'islam par le biais de mariages et de contrats commerciaux. Au XVIIe siècle, certains Bedja s'étendent vers le sud, conquérant de meilleurs pâturages. Ils deviennent les Hadendoa, qui, au XVIIIe siècle, forment le peuple dominant du Soudan oriental, en guerre contre la tribu des Bisharin.
Des recherches anthropologiques approfondies sont menées sur les tribus égyptiennes à la fin des années 1800 et un certain nombre de crânes de membres de la tribu Hadendoa sont apportés au Royal College of Surgeons pour être mesurés et étudiés,.
Les Hadendoa sont traditionnellement un peuple berger, dirigé par un chef héréditaire, appelé Ma'ahes. L'un des chefs les plus connus est un général mahdiste nommé Osman Digna. Il les dirige lors des batailles, de 1883 à 1898, contre le Soudan anglo-égyptien (le Royaume-Uni et l'Égypte exercent alors une souveraineté conjointe du Soudan). Ils combattent le carré d'infanterie britannique dans de nombreuses batailles, comme lors de la bataille de Tamai en 1884 et lors de la bataille de Tofrek en 1885, et acquièrent une grande réputation pour leur bravoure. Après la reconquête du Soudan égyptien (1896-1898), les Hadendoa acceptent le nouvel ordre sans hésitation,.

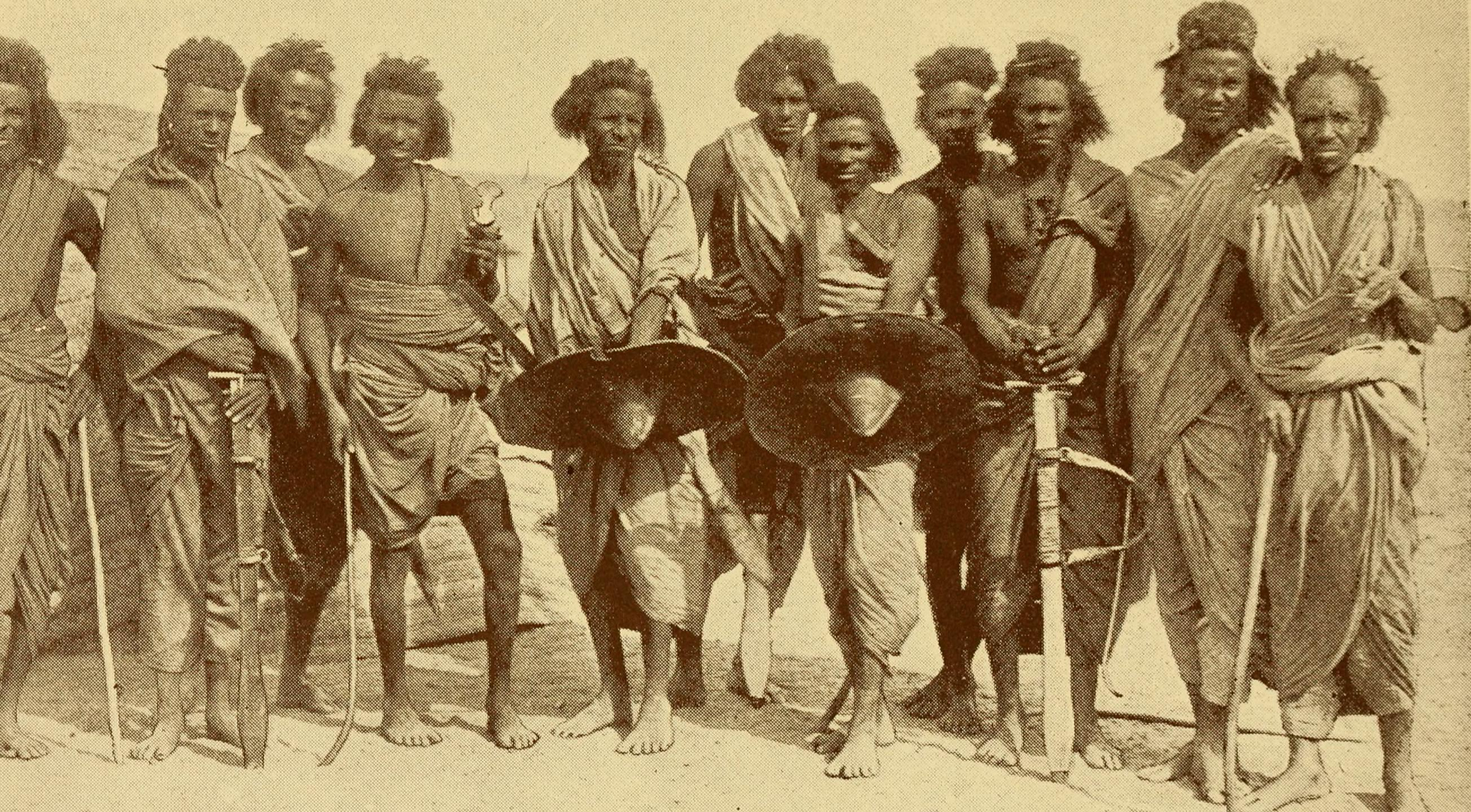
Groupe de membres de la tribu Hadendowa en 1893.

Au cours de la Seconde Guerre mondiale, les Hadendoa s'allient aux Britanniques contre les Italiens.

## Dans la culture populaire
- Leurs cheveux soigneusement coiffés leur ont valu le nom de Fuzzy-Wuzzy parmi les troupes britanniques pendant la guerre des Mahdistes, après quoi Rudyard Kipling a écrit le poème du même nom[11].
- Le caporal Jones, un personnage de Dad's Army, fait souvent référence aux "Fuzzy-Wuzzies" lorsqu'il parle de ses exploits dans l'armée de Lord Kitchener.